# Liste der Baudenkmäler in Tapfheim

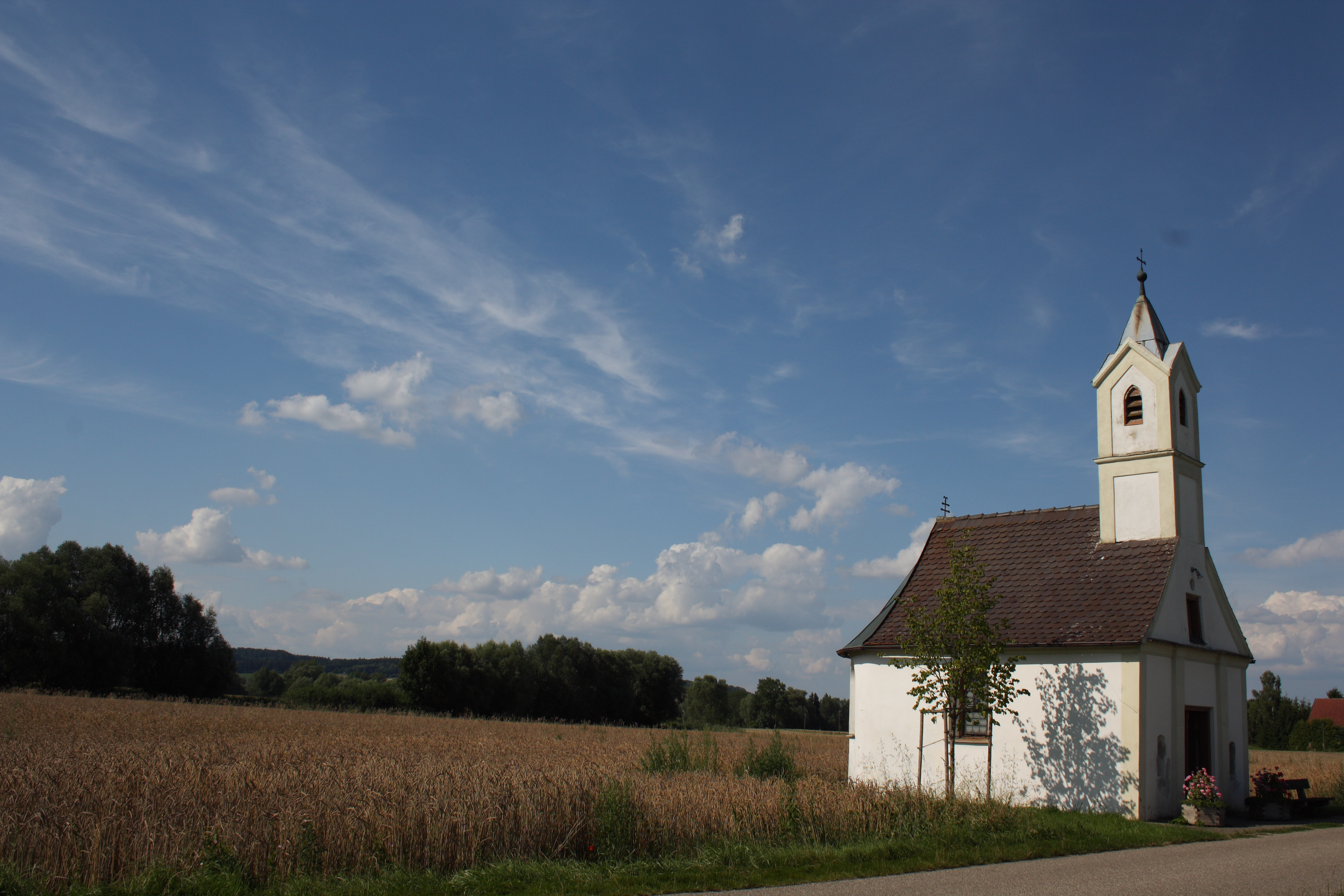
St. Wendelin in Rettingen

Auf dieser Seite sind die Baudenkmäler in der schwäbischen Gemeinde Tapfheim zusammengestellt. Diese Tabelle ist eine Teilliste der Liste der Baudenkmäler in Bayern. Grundlage ist die Bayerische Denkmalliste, die auf Basis des Bayerischen Denkmalschutzgesetzes vom 1. Oktober 1973 erstmals erstellt wurde und seither durch das Bayerische Landesamt für Denkmalpflege geführt wird. Die folgenden Angaben ersetzen nicht die rechtsverbindliche Auskunft der Denkmalschutzbehörde.

## Baudenkmäler nach Ortsteilen

### Tapfheim
| Lage                             | Objekt                                | Beschreibung | Akten-Nr.     | Bild                    |
| -------------------------------- | ------------------------------------- | --- | ------------- | ----------------------- |
| Bäckerstraße 1 (Standort)        | Ehemals Kleinbauernhaus               | erdgeschossiger Satteldachbau mit Giebelgesimsen, 1. Viertel 19. Jahrhundert, stark überformt | D-7-79-218-1  | Ehemals Kleinbauernhaus |
| Bahnhofstraße 3 (Standort)       | Empfangsgebäude des Bahnhofs Tapfheim | zweigeschossiger Bau mit Hausteinsockel, Gurtgesims, flachem Walmdach und Vordach zum Bahnsteig, wohl um 1877 | D-7-79-218-24 | weitere Bilder          |
| Brachstädter Straße 7 (Standort) | Ehemals Schulhaus, jetzt Vereinsheim  | neuklassizistischer, erdgeschossiger Walmdachbau mit gebänderten Ecklisenen, Putzrahmen um die Fenster und profiliertem Traufgesims, 2. Hälfte 19. Jahrhundert | D-7-79-218-2  | weitere Bilder          |
| Dillinger Straße 60 (Standort)   | Ehemaliges Gästehaus und Lagerkeller  | Baugruppe aus Hauptgebäude, Zwischenbau und Kellergebäude: Hauptbau: zweigeschossiger Massivbau mit flachem Walmdach, Ecklisenen und Okuli im Traufgesims; Zwischenbau, ebenerdiger Satteldachbau mit Kniestock; Lagerkeller: zweigeschossiger Satteldachbau mit Blindfenstergliederung über großer Kelleranlage; 1876/77 | D-7-79-218-26 | BW                      |
| Ulmer Straße 10 (Standort)       | Kleinbauernhaus                       | Wohnteil erdgeschossiger Satteldachbau mit Giebelgesimsen, 1. Viertel 19. Jahrhundert | D-7-79-218-6  | Kleinbauernhaus         |
| Ulmer Straße 45 (Standort)       | Schloss Tapfheim                      | Ehemals zum Kloster Kaisheim, auf künstlich erhöhtem, ehemals von einem Graben umgebenen Hügel, zweigeschossiger Satteldachbau mit an den Längsseiten vorkragenden Eckrisaliten, gebänderten Ecklisenen, profiliertem Traufgesims und geschweiften Volutengiebeln mit Geschossgesimsen und Pilastergliederung, derjenige im Süden mit Ladeluken und Kranvorrichtung, im Westen mittiges Hauptportal mit Ädikularahmung, an Stelle eines Vorgängerbaus errichtet, 1730; mit Ausstattung; Einfriedung, mit Torpfeilern, wohl 18. Jahrhundert | D-7-79-218-7  | weitere Bilder          |
| Ulmer Straße 70 (Standort)       | Katholische Pfarrhaus                 | zweigeschossiger Satteldachbau mit Gurt-, Trauf- und Giebelgesimsen sowie einer Freitreppe im Süden, 1694 (bezeichnet) | D-7-79-218-9  | weitere Bilder          |
| Ulmer Straße 74 (Standort)       | Katholische Pfarrkirche St. Petrus    | Saalbau mit wenig eingezogenem östlichen Joch, eingezogenem, halbrund geschlossenem Chor, Turm im südlichen Chorwinkel und zweigeschossigem Sakristeianbau mit Oratoriumsöffnung im nördlichen, Außenbau reich gegliedert mit eingebuchteten Gebäudekanten und Schweifgiebel im Westen, Pilastern, verkröpftem hohen Gebälk und kräftigen, teils geschwungenen Profilgesimsen, von Johann Georg Hitzelberger, 1747 ff. (bezeichnet); mit Ausstattung; Friedhofsmauer, 18. Jahrhundert; Zwei Friedhofstore, 18. Jahrhundert                 | D-7-79-218-10 | weitere Bilder          |

### Abtsholzerhof
| Lage                       | Objekt      | Beschreibung | Akten-Nr.     | Bild        |
| -------------------------- | ----------- | --- | ------------- | ----------- |
| Abtsholzerhof 1 (Standort) | Dreiseithof | Ehemals Wohnstallhaus mit Satteldach und Trauf- wie Giebelsohlegesims eines Vierseithofs, um 1820, um 1950 Veränderung der Fenstergröße im oberen Giebelfeld und Einbau von Wohnräumen im ehemaligen Pferdestall, später Erneuerung des Traufgesimses am ehemaligen Wirtschaftsteil | D-7-79-218-11 | Dreiseithof |

### Bauernhansenschwaige
| Lage                              | Objekt  | Beschreibung | Akten-Nr.     | Bild           |
| --------------------------------- | ------- | --- | ------------- | -------------- |
| Bauernhansenschwaige 1 (Standort) | Kapelle | rechteckiges Gehäuse mit rundbogig geöffnetem Vorraum, Satteldach, gefelderten Längsseiten sowie mit Pilastergliederung, durchbrochenem Giebelsohlegesims und Blendnische an der Giebelseite, 18. Jahrhundert | D-7-79-218-12 | weitere Bilder |

### Brachstadt
| Lage                          | Objekt                                                  | Beschreibung | Akten-Nr.     | Bild                      |
| ----------------------------- | ------------------------------------------------------- | --- | ------------- | ------------------------- |
| Kirchberg 2 (Standort)        | Evangelisch-lutherische Pfarrkirche St. Maria Magdalena | neugotischer Backsteinbau mit Hausteinelementen, Saalbau mit Ostturm, polygonalem Treppenturm im nördlichen Turmwinkel, eingezogenem, dreiseitig geschlossenem Chor im Westen, Strebepfeilern, Lisenengliederung und Bänder, 1895; mit Ausstattung | D-7-79-218-13 | weitere Bilder            |
| Rannenbergstraße 4 (Standort) | Schmiedeeiserner Ausleger                               | 1. Drittel 18. Jahrhundert | D-7-79-218-14 | Schmiedeeiserner Ausleger |
| Rannenbergstraße 5 (Standort) | Ehemals Austragshaus                                    | eingeschossiger Satteldachbau mit giebelseitigem Vorhaus mit Satteldach und Kellerzugang, Ende 18. Jahrhundert, wohl im 20. Jahrhundert nach Osten erweitert; Einfriedung, Ende 18. Jahrhundert                                                    | D-7-79-218-15 | Ehemals Austragshaus      |

### Donaumünster
| Lage                                     | Objekt                                                               | Beschreibung | Akten-Nr.     | Bild                   |
| ---------------------------------------- | -------------------------------------------------------------------- | --- | ------------- | ---------------------- |
| Alexander-von-Bernus-Straße 4 (Standort) | Ehemals Amtshaus des Klosters Hl. Kreuz in Donauwörth                | später Wohnhaus des Schriftstellers Alexander von Bernus (1880–1965), schlossartiger, zweigeschossiger Satteldachbau mit geschweiften Volutengiebeln, stark profilierten Gesimsen, Ecklisenen, ädikulaartig gerahmten Hauptportal, Putzrahmen um die Fenster und zwei, einen Balkon einfassenden Polygonaltürmen an der Gartenseite, um 1720/30, wohl im frühen 20. Jahrhundert neubarock verändert; mit Ausstattung, im Erdgeschoss Ofen, 1761 (bezeichnet); zugehöriger Garten, 1924 gestaltet | D-7-79-218-16 | weitere Bilder         |
| Alexander-von-Bernus-Straße 5 (Standort) | Kleinhaus, ehemals auch Gärtnerhaus des gegenüberliegenden Schlosses | Eingeschossiger Satteldachbau, spätes 18. Jahrhundert | D-7-79-218-25 | weitere Bilder         |
| Dillinger Straße (Standort)              | Wegkapelle                                                           | rechteckiges Gehäuse mit offener Vorhalle auf Pfeilern und Schweifgiebel, 1747 (bezeichnet); mit Ausstattung | D-7-79-218-19 | weitere Bilder         |
| Kirchstraße 6 (Standort)                 | Katholische Pfarrkirche St. Mariä Himmelfahrt                        | Saalbau mit eingezogenem, dreiseitig geschlossenem Südchor, Turm mit Oktogon und Schweifkuppel im westlichen Chorwinkel und Sakristeianbau gegenüber, an Chor und Turm Ecklisenen, Giebel mit in der Mitte durchbrochenen Geschossgesimsen, Kirchenschiff 1729 ff., Chor und Turm 1758; mit Ausstattung | D-7-79-218-17 | weitere Bilder         |
| Mühlfeldsiedlung (Standort)              | Grenzstein                                                           | oben halbrund geschlossen mit Wappen, 1760 (bezeichnet) | D-7-79-218-20 | weitere Bilder         |
| Reichenbachstraße 4 (Standort)           | Katholisches Pfarrhaus                                               | zweigeschossiger Walmdachbau mit profiliertem Traufgesims und zweiläufiger Freitreppe im Süden, 1772 | D-7-79-218-18 | Katholisches Pfarrhaus |

### Erlingshofen
| Lage                     | Objekt                                                    | Beschreibung | Akten-Nr.     | Bild           |
| ------------------------ | --------------------------------------------------------- | --- | ------------- | -------------- |
| Dorfstraße 23 (Standort) | Katholische Filialkirche St. Vitus, ehemals St. Margareta | Saalbau mit eingezogenem, dreiseitig geschlossenem Südchor, ehemaliger Chorturm mit Oktogon im östlichen Chorwinkel und Emporentreppe an der Nordostecke sowie mit Gesimsgliederung unter der Traufe, an Giebeln und Turm, Turmunterbau Rest einer romanischen Chorturmkirche, wohl 13. Jahrhundert, im späten 16. Jahrhundert Errichtung des Turmoktogons mit Spitzhelm, Neubau von Chor und Langhaus durch Melchior Pfefferle, 1715 f.; mit Ausstattung; Friedhofsmauer, frühes 18. Jahrhundert; Portal mit Ecklisenen, Profilgesimsen, Dreiecksgiebel und Figurennische, frühes 18. Jahrhundert; mit Ausstattung | D-7-79-218-21 | weitere Bilder |

### Oppertshofen
| Lage                  | Objekt                                          | Beschreibung | Akten-Nr.     | Bild           |
| --------------------- | ----------------------------------------------- | --- | ------------- | -------------- |
| Im Stock 7 (Standort) | Evangelisch-Lutherische Pfarrkirche St. Blasius | Saalbau mit dreiseitigem Chorschluss, Westturm und Sakristeianbau im Norden, wohl einheitlich spätgotisch, 15. Jahrhundert, Turmerhöhung, Barockisierung und wohl auch Sakristeianbau, 2. Hälfte 17. Jahrhundert; mit Ausstattung | D-7-79-218-22 | weitere Bilder |

### Rettingen
| Lage                        | Objekt                             | Beschreibung | Akten-Nr.     | Bild           |
| --------------------------- | ---------------------------------- | --- | ------------- | -------------- |
| Kapellenstraße 1 (Standort) | Katholische Kapelle Sankt Wendelin | rechteckiges Gehäuse mit dreiseitigem Schluss und Dachreiter zwischen Dreiecksgiebeln, Dachreiter und Giebelfront mit Lisenengliederung und Profilgesimsen, 1796, Dachreiter wohl Mitte 19. Jahrhundert; mit Ausstattung | D-7-79-218-23 | weitere Bilder |

## Abgegangene Baudenkmäler
In diesem Abschnitt sind Objekte aufgeführt, die früher einmal in der Denkmalliste eingetragen waren, jetzt aber nicht mehr existieren, z. B. weil sie abgebrochen wurden. Aktennummern in diesem Abschnitt sind ehemalige, jetzt nicht mehr gültige Aktennummern.

| Lage                                   | Objekt          | Beschreibung | Akten-Nr.    | Bild            |
| -------------------------------------- | --------------- | --- | ------------ | --------------- |
| Tapfheim Einhornstraße 2 (Standort)    | Kleinbauernhaus | Wohnteil mit zwei Giebelgesimsen, 1. Drittel 19. Jahrhundert                                                                               | D-7-79-218-3 | Kleinbauernhaus |
| Tapfheim Schönblickstraße 1 (Standort) | Bauernhaus      | Wohnteil zweigeschossiger Satteldachbau mit Gurt- und Giebelgesimsen sowie Firstknauf, 2. Hälfte 18. Jahrhundert, Wirtschaftsteil erneuert | D-7-79-218-4 | Bauernhaus      |